# Pterolophia fukiena
Pterolophia fukiena är en skalbaggsart som beskrevs av J. Linsley Gressitt 1940. Pterolophia fukiena ingår i släktet Pterolophia och familjen långhorningar. Inga underarter finns listade i Catalogue of Life.